# Liste der diplomatischen Vertretungen in Slowenien

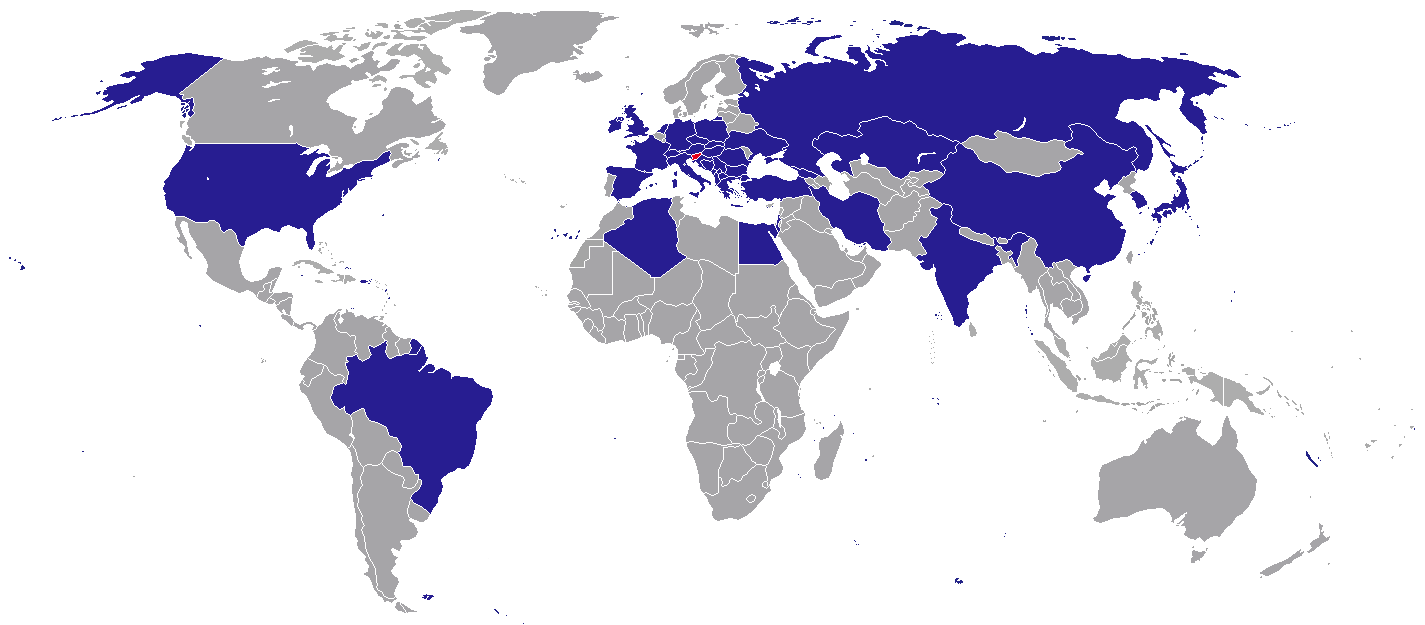
Staaten mit einer Botschaft in Slowenien

Die Liste der diplomatischen Vertretungen in Slowenien führt Botschaften und Konsulate auf, die im 
europäischen Staat Slowenien eingerichtet sind.

## Botschaften in Ljubljana
In der slowenischen Hauptstadt Ljubljana sind 36 Botschaften eingerichtet (Stand 2019).

### Staaten
| - Ägypten: Botschaft - Albanien: Botschaft - Bosnien und Herzegowina: Botschaft - Brasilien: Botschaft - Bulgarien: Botschaft - Deutschland: Botschaft - Frankreich: Botschaft - Georgien: Botschaft - Griechenland: Botschaft - Indien: Botschaft - Iran: Botschaft - Irland: Botschaft - Italien: Botschaft - Japan: Botschaft - Kosovo: Botschaft - Kroatien: Botschaft - Montenegro: Botschaft - Niederlande: Botschaft |  | - Nordmazedonien: Botschaft - Österreich: Botschaft - Polen: Botschaft - Rumänien: Botschaft - Russland: Botschaft - Schweiz: Botschaft - Serbien: Botschaft - Slowakei: Botschaft - Spanien: Botschaft - Tschechien: Botschaft - Türkei: Botschaft - Ukraine: Botschaft - Ungarn: Botschaft - Vereinigtes Königreich: Botschaft - Vereinigte Staaten: Botschaft - Volksrepublik China: Botschaft |

### Vertretungen Internationaler Organisationen
- Heiliger Stuhl, Botschaft
- Malteserorden, Vertretung

## Konsulate in Slowenien

### Generalkonsulate
- Italien (Koper)
- Montenegro (Kranj)